# Struthiosaurinae
Struthiosaurinae è una sottofamiglia estinta di dinosauri ankylosauri nodosauridi vissuti nel Cretaceo inferiore-superiore, 112-66 milioni di anni fa (Albiano-Maastrichtiano), in Europa. È definito come "il clade più inclusivo contenente Europelta ma non i nordamericani Cedarpelta, Peloroplites, Sauropelta o Edmontonia". Gli struthiosaurini apparvero quasi nello stesso momento della sottofamiglia nordamericana Nodosaurinae. Gli struthiosaurine hanno prosperato per tutto il Cretaceo, con il genere più antico, Europelta, risalente a 112 milioni di anni fa, mentre il più recente, Struthiosaurus, risale a circa 85-66 milioni di anni fa.
Questa sottofamiglia fu originariamente menzionata da Franz Nopcsa nel 1923 come una sottofamiglia di Acanthopholidae, insieme alla sottofamiglia Acanthopholinae precedentemente definita. La famiglia ha subito molte revisioni tassonomiche dalla sua definizione, nel 1902. Ora è riconosciuta come sinonimo junior della famiglia Nodosauridae. La sottofamiglia ora include i generi Anoplosaurus, Europelta, Hungarosaurus e Struthiosaurus, quest'ultimo designato come genere tipo. A causa dell'instabilità di Acanthopholis, l'omonimo genere della sottofamiglia Acanthopholinae, e la sua attuale identificazione come nomen dubium, venne scelto il nuovo nome Struthiosaurinae al posto del vecchio nome.
Una revisione sugli osteodermi degli ankylosauri è stata pubblicata nel 2000 e ha revisionato l'armatura degli Struthiosaurinae. Allora il gruppo era rappresentato solo dal genere Struthiosaurus, noto per il cranio, alcune vertebre cervicali, dorsali, sacrali e caudali. Sono stati identificati solo pochi osteodermi della testa, quindi non è noto quanto il cranio fosse stato corazzato. Molti osteodermi cervicali e dorsali, invece, si sono conservati tra le varie specie di Struthiosaurus. Questi includono semianelli cervicali, che sono gruppi di osteodermi fusi insieme e attaccati alle vertebre cervicali, e grandi punte che si lungo il collo e sulle spalle dei nodosauridi, come Sauropelta ed Edmontonia, anche se non è noto se queste punte fossero fuse come i semianelli o fossero libere dalle vertebre. È del tutto possibile che i piccoli osteodermi ovoidali trovati in Struthiosaurus possano aver formato uno scudo pelvico come nei polachanthidi. Gli osteodermi caudali degli struthiosaurini sono piccoli e ruvidi. Sebbene gli osteodermi siano ben noti, la loro disposizione originale sul corpo dell'animale è in gran parte ignota.

## Classificazione
Struthiosaurinae è un gruppo nominato da Franz Nopcsa, ripristinato da James Kirkland per un gruppo di nodosauridi europei.. In alcuni studi, viene considerata una tribù (Struthiosaurini), all'interno della sottofamiglia Nodosaurinae.

### Storia

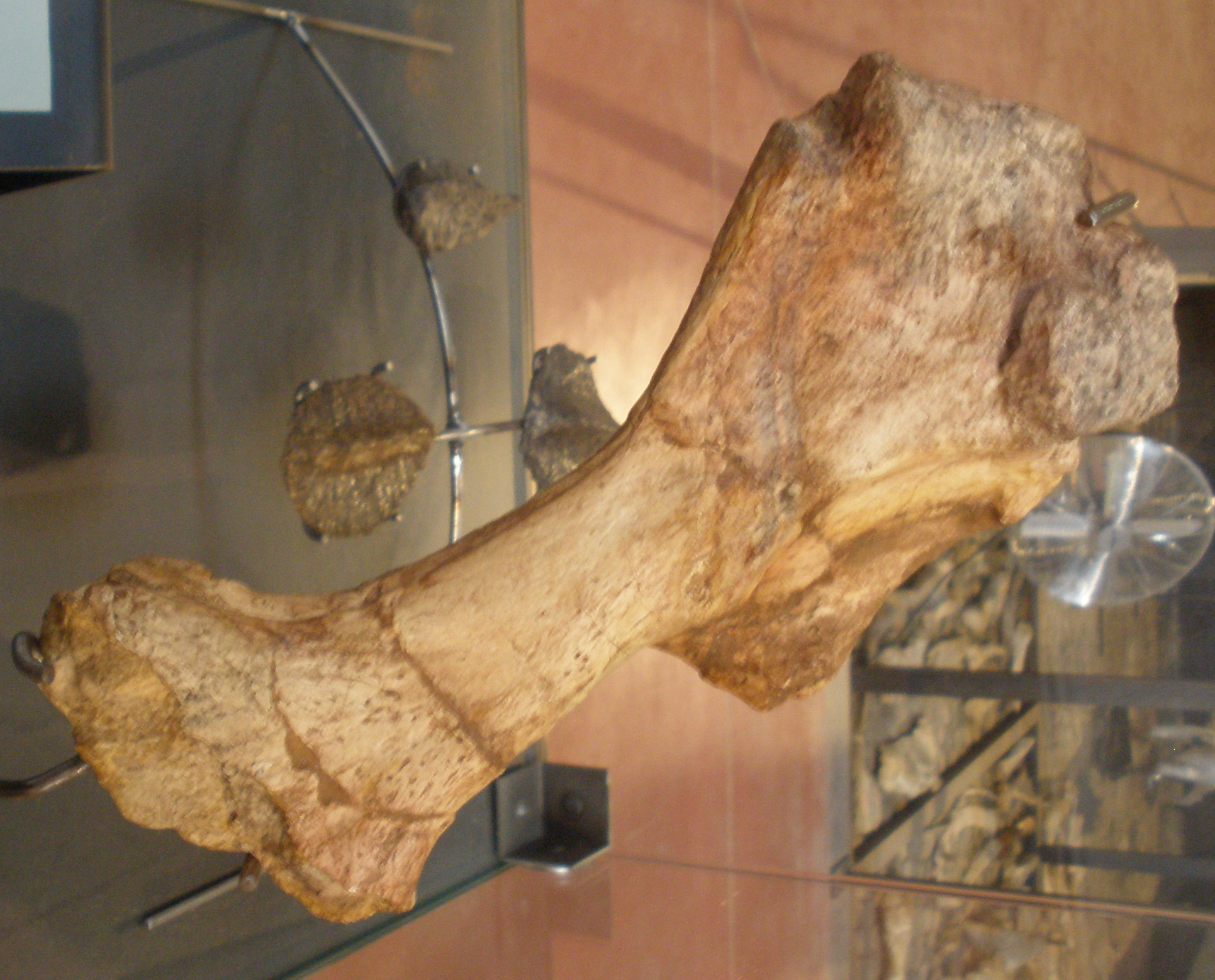
Omero di Struthiosaurus

Il barone Franz Nopcsa, nel 1902, propose un nuovo raggruppamento di dinosauri, gli Acanthopholididae, un clade di thyreophora dalla costituzione leggera. Questa nuovo raggruppamento includeva i generi Acanthopholis, Polacanthus, Syngonosaurus, Struthiosaurus e forse Nodosaurus. Poco dopo, vennero aggiunti anche Priodontognathus e Palaeoscincus. Nopcsa considerava gli Acanthopholididae il clade gemello degli Stegosauridae e affermò anche che poteva includere Hylaeosaurus, che secondo lui presentava la maggior parte delle caratteristiche in comune con la famiglia. Più avanti, nel 1915, Nopcsa riorganizzò le specie incluse nella sottofamiglia, includendo Acanthopholis (=Anoplosaurus), Polacanthus, Stegopelta, Stegoceras e Struthiosaurus. Insieme ad Ankylosaurus, gli Acanthopholididae vennero definiti per formare la sottofamiglia dei Nodosauridae. Nel 1923, Nopcsa divise la famiglia in due sottofamiglie senza spiegazioni. Queste due sottofamiglie furono chiamate Acanthopholinae e Struthiosaurinae.
Nello stesso anno, corresse i sottogruppi di Thyreophora, inserendovi insieme Acanthopholididae, Stegosauridae e Ceratopsidae. Cinque anni dopo, corresse il nome della famiglia in Acanthopholidae, che ora è l'ortograficamente corretta. Nella stessa pubblicazione, ha anche cambiato i generi inclusi, assegnandovi Hylaeosaurus, Stegoceras, Struthiosaurus e Troodon al suo interno, ma ha spostò Stegopelta ed Ankylosaurus nella famiglia Ankylosauridae. Nopcsa declassò quindi il grado filogenetico degli Acanthopholidae per renderlo una sottofamiglia all'interno dei Nodosauridae. Il clade venne definito per includere Ankylosaurus e Acanthopholinae. All'interno di Acanthopholinae incluse Acanthopholis, Hylaeosaurus, Rhodanosaurus, Struthiosaurus e Troodon. Ora considerato un raggruppamento artificiale, venne definito per includere i taxa di dinosauro ora considerati polachanthidi, un pachycephalosauro e Acanthopholis, un genere che è ampiamente considerato dubbio. Acanthopholidae e Acanthopholinae sono ora gruppi dubbi poiché la validità di Acanthopholis è cambiata.

### Filogenesi
Storicamente, Struthiosaurinae era considerata un sinonimo junior della famiglia Nodosauridae da Walter P. Coombs, nel 1978, e Tatyana Tumanova, nel 1987, o un sister clade di Edmontoniinae, Panoplosaurinae, Stegopeltinae e Sauropeltinae da Tracy L. Ford, nel 2000. Kirkland e i suoi colleghi seguirono gli studi di Ford nell'uso di Struthiosaurinae come clade di nodosauridi basali, ma conclusero che l'unica altra sottofamiglia di Nodosauridae erano le Nodosaurinae. Secondo Kirkland et al., Acanthopholinae non era una classificazione accettabile per il nuovo clade di nodosauridi precedentemente non riconosciuti a causa dell'instabilità come genere di Acanthopholis. Struthiosaurinae è stato eletto come genere tipo del clade, in quanto è stato il prossimo a venire descritto dopo Acanthopholinae. Per garantire la validità del gruppo, Kirkland et al. ridefinito Struthiosaurinae come il clade più inclusivo contenente Europelta ma non Cedarpelta, Peloroplites, Sauropelta o Edmontonia. Questa definizione include i generi Anoplosaurus, Europelta, Hungarosaurus e Struthiosaurus all'interno del gruppo appena definito. Di seguito è riportato un cladogramma precedente al riconoscimento del clade Struthiosaurinae.

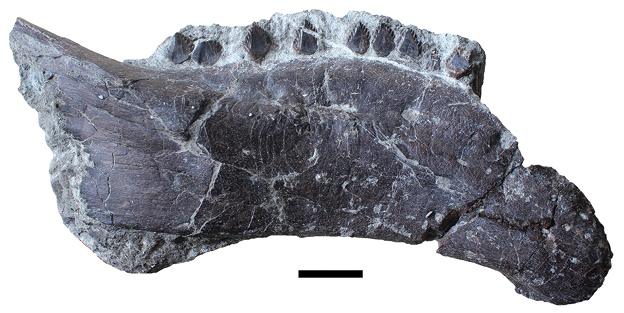
Mandibola di Hungarosaurus

|  | Silvisaurus |
|  |             |
|  | Sauropelta  |
|  |             |

|  | Pawpawsaurus                                                 |
|  |                                                              |
|  | \| \| Edmontonia \| \| \| \| \| \| Panoplosaurus \| \| \| \| |
|  |                                                              |
|  | Edmontonia                                                   |
|  |                                                              |
|  | Panoplosaurus                                                |
|  |                                                              |

|  | Edmontonia    |
|  |               |
|  | Panoplosaurus |
|  |               |

|  | Silvisaurus |
|  |             |
|  | Sauropelta  |
|  |             |

|  | Pawpawsaurus                                                 |
|  |                                                              |
|  | \| \| Edmontonia \| \| \| \| \| \| Panoplosaurus \| \| \| \| |
|  |                                                              |
|  | Edmontonia                                                   |
|  |                                                              |
|  | Panoplosaurus                                                |
|  |                                                              |

|  | Edmontonia    |
|  |               |
|  | Panoplosaurus |
|  |               |

|  | Silvisaurus |
|  |             |
|  | Sauropelta  |
|  |             |

|  | Pawpawsaurus                                                 |
|  |                                                              |
|  | \| \| Edmontonia \| \| \| \| \| \| Panoplosaurus \| \| \| \| |
|  |                                                              |
|  | Edmontonia                                                   |
|  |                                                              |
|  | Panoplosaurus                                                |
|  |                                                              |

|  | Edmontonia    |
|  |               |
|  | Panoplosaurus |
|  |               |

|  | Silvisaurus |
|  |             |
|  | Sauropelta  |
|  |             |

|  | Pawpawsaurus                                                 |
|  |                                                              |
|  | \| \| Edmontonia \| \| \| \| \| \| Panoplosaurus \| \| \| \| |
|  |                                                              |
|  | Edmontonia                                                   |
|  |                                                              |
|  | Panoplosaurus                                                |
|  |                                                              |

|  | Edmontonia    |
|  |               |
|  | Panoplosaurus |
|  |               |

|  | Silvisaurus |
|  |             |
|  | Sauropelta  |
|  |             |

|  | Pawpawsaurus                                                 |
|  |                                                              |
|  | \| \| Edmontonia \| \| \| \| \| \| Panoplosaurus \| \| \| \| |
|  |                                                              |
|  | Edmontonia                                                   |
|  |                                                              |
|  | Panoplosaurus                                                |
|  |                                                              |

|  | Edmontonia    |
|  |               |
|  | Panoplosaurus |
|  |               |

|  | Silvisaurus |
|  |             |
|  | Sauropelta  |
|  |             |

|  | Pawpawsaurus                                                 |
|  |                                                              |
|  | \| \| Edmontonia \| \| \| \| \| \| Panoplosaurus \| \| \| \| |
|  |                                                              |
|  | Edmontonia                                                   |
|  |                                                              |
|  | Panoplosaurus                                                |
|  |                                                              |

|  | Edmontonia    |
|  |               |
|  | Panoplosaurus |
|  |               |

|  | Silvisaurus |
|  |             |
|  | Sauropelta  |
|  |             |

|  | Pawpawsaurus                                                 |
|  |                                                              |
|  | \| \| Edmontonia \| \| \| \| \| \| Panoplosaurus \| \| \| \| |
|  |                                                              |
|  | Edmontonia                                                   |
|  |                                                              |
|  | Panoplosaurus                                                |
|  |                                                              |

|  | Edmontonia    |
|  |               |
|  | Panoplosaurus |
|  |               |

|  | Silvisaurus |
|  |             |
|  | Sauropelta  |
|  |             |

|  | Pawpawsaurus                                                 |
|  |                                                              |
|  | \| \| Edmontonia \| \| \| \| \| \| Panoplosaurus \| \| \| \| |
|  |                                                              |
|  | Edmontonia                                                   |
|  |                                                              |
|  | Panoplosaurus                                                |
|  |                                                              |

|  | Edmontonia    |
|  |               |
|  | Panoplosaurus |
|  |               |